# Thomas Ryan
Thomas Aldworth Darby Ryan (London, 1864. január 12. – Auckland, 1927. február 21.) új-zélandi festő és rögbijátékos.

## Élete
Angliában született, anyja Mary Ryan, apja Charles Aldworth volt. Anyjával vándorolt ki Új-Zélandra 1865 körül. Aucklandben telepedtek le, itt később a Church of England középiskolájába járt. 1903-ban nősült, felesége Mary Faith Murray, egy maori törzsfőnök lánya volt.
Sikeres rögbijátékos volt, 1884-ben tagja lett az első új-zélandi nemzeti csapatnak. Később játékvezető lett, 1893-ban párizsi festészeti tanulmányai során ő vezette a francia bajnoki döntő rögbimérkőzést.
1900-ban hajózási vizsgát tett, és hamarosan sétahajó-járatokat vezetett a Rotoruai-tavon és a Taupói-tavon. 1920 körül farmon telepedett le Great Barrier-szigeten.

## Festői munkássága
Ryan a párizsi Julian Akadémia hallgatója volt 1892-93-ban. Főleg akvarellistaként alkotott. Tájképei, a maorik életével kapcsolatos témaválasztása tették ismertté. Hazájában jelentős sikereket ért el, az Auckland Society of Arts 36 éven át rendszeresen kiállította műveit. 1889-ben a New Zealand and South Seas Exhibition kiállításon is megjelentek a képei Dunedinben. 
Művei közül ma is több látható az Auckland Art Gallery állandó kiállításán.
Jó barátja volt Charles Frederick Goldie festő, akinek ő segített a kapcsolatteremtésben a maori őslakókkal.

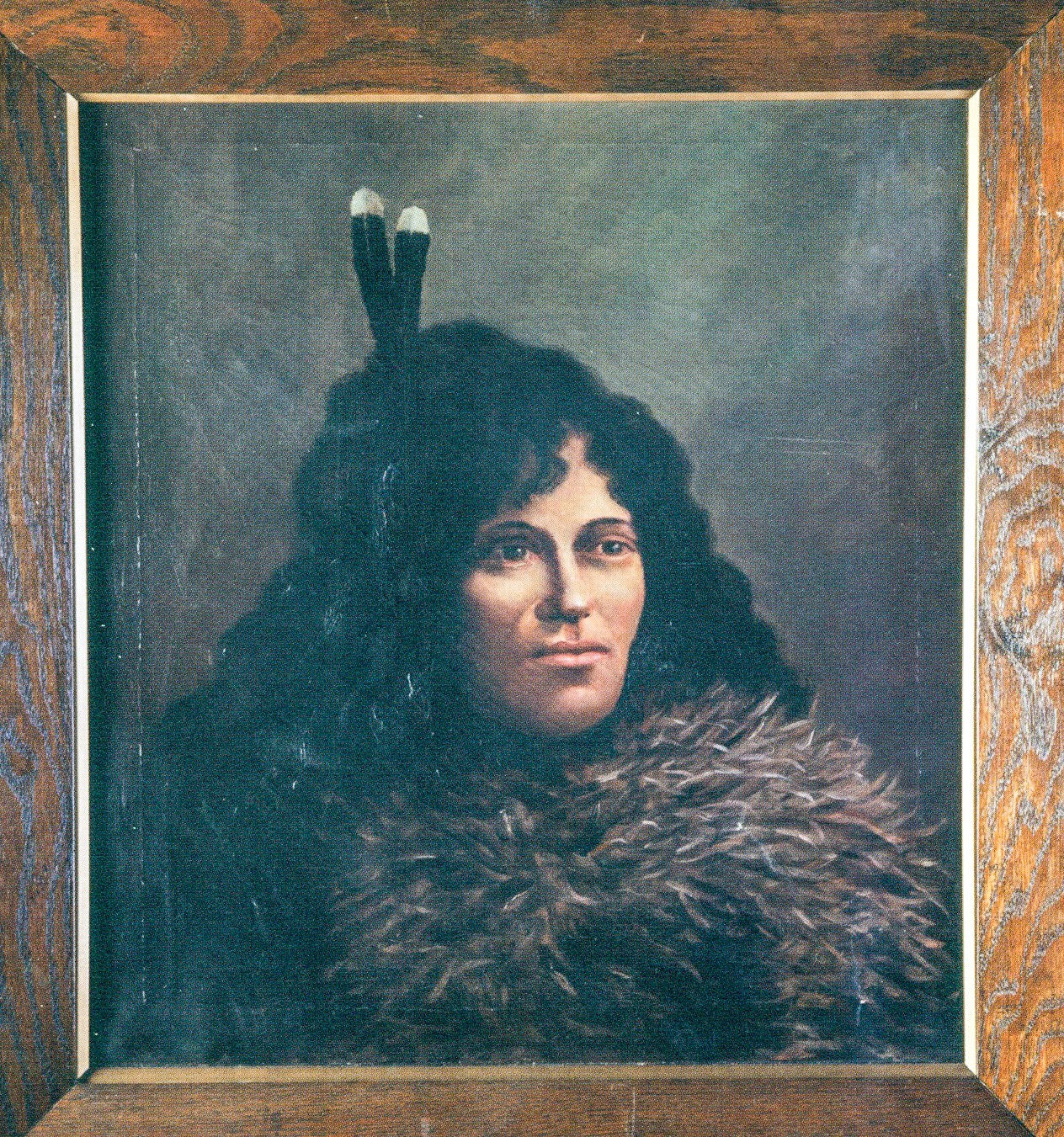
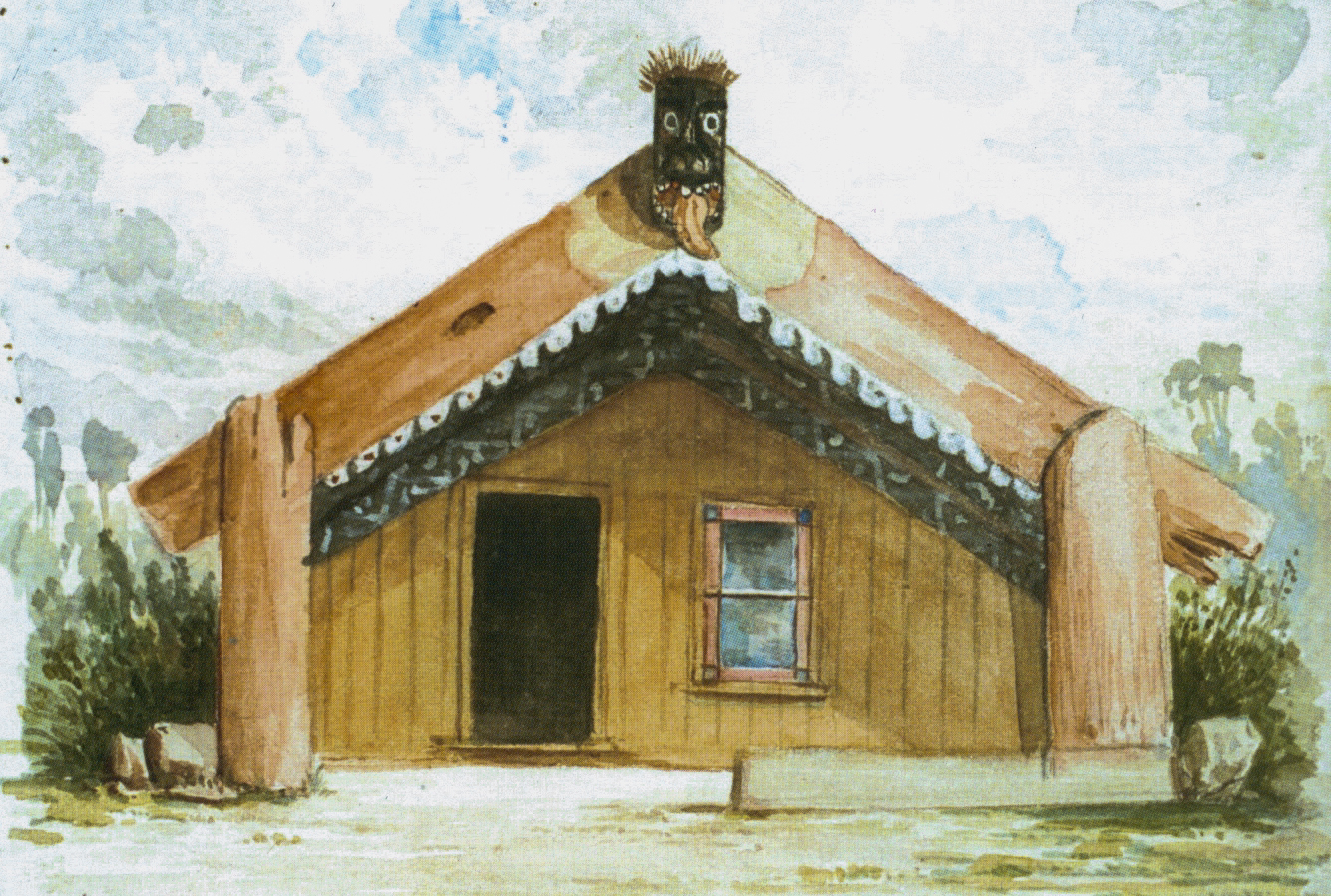
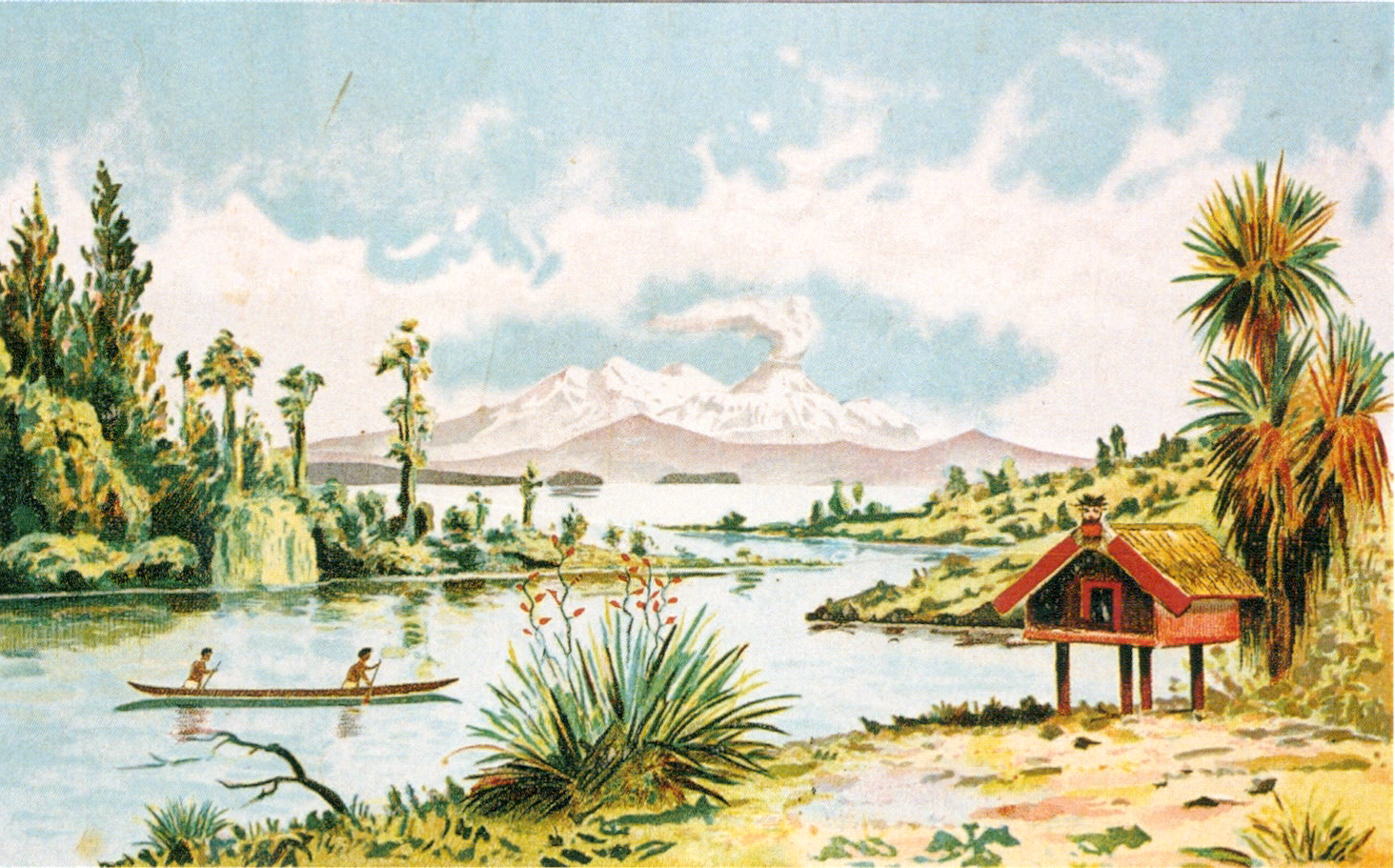
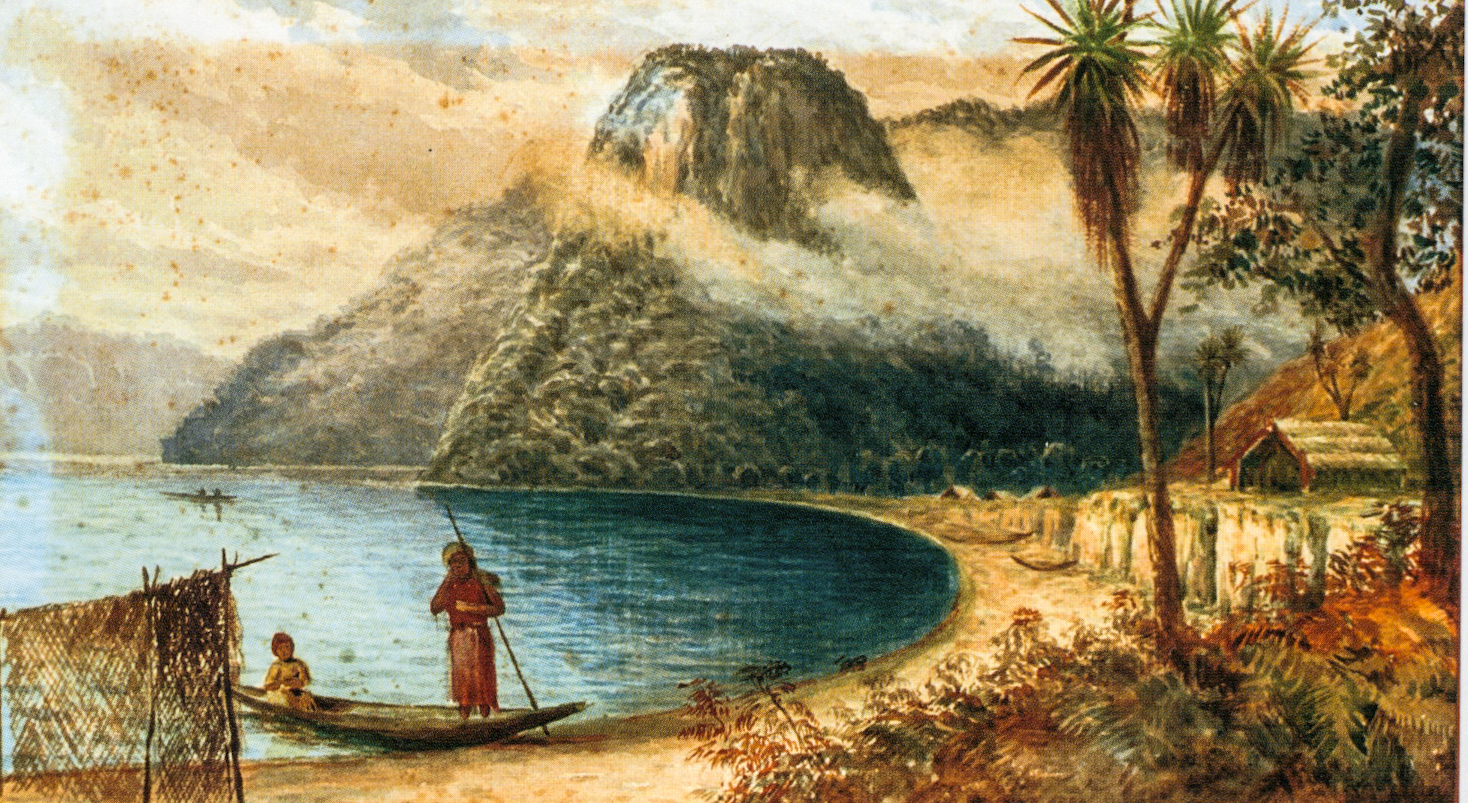

## Fordítás
- Ez a szócikk részben vagy egészben a Thomas Ryan (rugby union) című angol Wikipédia-szócikk ezen változatának fordításán alapul.  Az eredeti cikk szerkesztőit annak laptörténete sorolja fel. Ez a jelzés csupán a megfogalmazás eredetét és a szerzői jogokat jelzi, nem szolgál a cikkben szereplő információk forrásmegjelöléseként.